# Rain Fall Down
«Rain Fall Down» —en español, «La lluvia cae»— es una canción de The Rolling Stones de su álbum A Bigger Bang, de 2005. Fue lanzado el 5 de diciembre de 2005 como segundo sencillo de su álbum, alcanzando su posición máxima en el puesto #33 en el Reino Unido. También llegó hasta el puesto #21 del Hot Dance Club Songs de Billboard en febrero de 2006.
Su vídeo musical está relacionado con el de «Streets of Love», del mismo álbum. Fue dirigido por el director de cine y músico sueco Jonas Åkerlund.

## Personal
Acreditados:
- Mick Jagger: voz, guitarra eléctrica, teclados, coros.
- Keith Richards: guitarra eléctrica, guitarra acústica, coros.
- Ron Wood: guitarra eléctrica.
- Charlie Watts: batería.
- Darryl Jones: bajo.
- Matt Clifford: teclados, vibráfono, programación.

## Posicionamiento en las listas
| Listas (2005–2006)                    | Mejor posición |
| ------------------------------------- | -------------- |
| Alemania (Offizielle Deutsche Charts) | 80             |
| Italia (FIMI)                         | 46             |
| Países Bajos (Mega Single Top 100)    | 31             |
| Reino Unido (UK Singles Chart)        | 33             |
| Suecia (Sverigetopplistan)            | 51             |
| Suiza (Schweizer Hitparade)           | 77             |

## Lista de canciones
- 7" VS1907, CD VSCDX1907

1. «Rain Fall Down»
2. «Rain Fall Down» (will.i.am Remix)
3. «Rain Fall Down» (Ashley Beedle's 'Heavy Disco' Vocal Re-Edit)

- 12" VST1907

1. «Rain Fall Down» (will.i.am Remix)
2. «Rain Fall Down» (Ashley Beedle's 'Heavy Disco' Vocal Re-Edit)